# Cécile Storti
Cécile Storti, född 5 april 1983, är en fransk före detta längdskidåkare. Storti tävlade mellan 2000 och 2010.